# コレットマーレ
コレットマーレ（英: Colette Mare）は、神奈川県横浜市中区の桜木町駅前にある複合商業施設（ショッピングセンター）。2010年3月19日開業。2017年5月16日よりヒューリックが所有し、住商アーバン開発が当施設の運営を行っている。
2020年よりサミットストアやSeria、神奈川県内最大級の無印良品のオープンを含む大型リニューアル＆バージョンアップを行った。

## 概要
みなとみらい地区（28街区）に立地する複合ビル「ヒューリックみなとみらい」（旧称：TOCみなとみらい）の核となる商業施設。ファッションテナントやレストラン、シネコン、フィットネスクラブ、医療モールなどが入居している。また、付近にはランドマークプラザやクイーンズスクエア横浜があり、動く歩道で連絡している。

## 主な大型テナント
神奈川県内最大の座席数及びスクリーン数を有する巨大シネマコンプレックス（映画館）の「横浜ブルク13」、同じく神奈川県最大の店舗である「サミットストア」（スーパーマーケット）及び「無印良品」などを核店舗としている。
また、 ワークマンの作業服を扱わない新業態1号店「#ワークマン女子」も出店している。

### 横浜ブルク13
横浜ブルク13（よこはまブルクサーティーン）は、横浜市中区桜木町のヒューリックみなとみらい内（6階 - 9階）にある映画館（シネマコンプレックス）で、前身であるTOCみなとみらいのオープンに合わせて開業した。オープン時点で神奈川県最大の13スクリーン2,483席を持つ。2016年7月1日にはIMAXデジタルシアターをシアター7に導入。また、2024年12月11日にはScreenX with Dolby Atmosをシアター12に導入。
東映グループの施設であるため、運営をティ・ジョイ、建築・設計を東映建工が行っているが、経営はティ・ジョイに加えて東急レクリエーションと松竹マルチプレックスシアターズの3社が共同で行っている。なお、当館の最寄り駅である桜木町駅の隣駅の横浜駅にもティ・ジョイが運営するシネマコンプレックス「T・ジョイ横浜」が存在する。
| スクリーン | 座席数 | 座席数   | 設備                     |
| スクリーン | 一般席 | 車いす席 | 設備                     |
| ---------- | ------ | -------- | ------------------------ |
| シアター1  | 400席  | 2席      | XpanD                    |
| シアター2  | 98席   | 2席      | XpanD                    |
| シアター3  | 129席  | 2席      | XpanD                    |
| シアター4  | 147席  | 2席      | XpanD                    |
| シアター5  | 186席  | 2席      | XpanD                    |
| シアター6  | 242席  | 2席      | XpanD                    |
| シアター7  | 356席  | 4席      | IMAXデジタルシアター     |
| シアター8  | 98席   | 2席      | -                        |
| シアター9  | 129席  | 2席      | -                        |
| シアター10 | 106席  | 2席      | -                        |
| シアター11 | 186席  | 2席      | -                        |
| シアター12 | 231席  | 2席      | ScreenX with Dolby Atmos |
| シアター13 | 85席   | 2席      | -                        |

## 交通アクセス

### 鉄道
- JR根岸線 桜木町駅から徒歩約1分
- 横浜市営地下鉄ブルーライン 桜木町駅から徒歩約2分
- 横浜高速鉄道みなとみらい線 みなとみらい駅から徒歩約7分

### 自動車
- 首都高速神奈川1号横羽線みなとみらい出入口より約2分
- 駐車台数549台（自走式）
  - 有料であるが、施設によって特典がある。

### バイク、自動二輪、自転車
- 駐輪場がある。
- 3時間無料であるが、それ以上は有料となる。

## 施設サービス

### 提携クレジットカード
提携クレジットカードで様々な特典を受けることができる。
- 2010年10月1日より開始したPayPassを搭載したMasterCardブランドのクレジットカード（オリエントコーポレーション提携）
  - PayPass使用で館内にてサインレスで買い物
  - 特典1：全国無料配送サービス（月・水・金限定）
  - 特典2：映画館「横浜ブルク13」の当日鑑賞券でポップコーンのSサイズを無料サービス
  - 特典3：駐車料金2時間無料サービス（平日限定）/買い物でのサービスと合算で最大4時間無料

### 駐車場サービス
- 合算2,500円以上で1時間無料、5,000円で2時間無料（一部店舗金額合算可能、一部対象外の店舗がある）